# Broadcast News
Broadcast News (Edição Especial em Portugal e Nos Bastidores da Notícia no Brasil) é um filme de romance de comédia dramática de 1987 escrito, produzido e dirigido por James L. Brooks.
A trama diz respeito a uma virtuosa produtora de notícias da TV (Holly Hunter), que tem avarias diária emocionais, um repórter ainda espinhoso brilhante (Albert Brooks) e seu carismático, mas bem menos experiente rival (William Hurt). Ele também é estrelado por Robert Prosky, Lois Chiles, Joan Cusack e Jack Nicholson (cobrado somente nos créditos finais) como o âncora da noite.

## Sinopse
Em Washington D.C., a produtora do telejornal de uma grande rede de televisão se envolve com o novo e atraente locutor de notícias e é observada pelo seu melhor amigo, um competente repórter, que a ama mas não se declara.

## Elenco
- William Hurt .... Tom Grunnick
- Albert Brooks .... Aaron Altman
- Holly Hunter .... Jane Craig
- Robert Prosky .... Ernie Merriman
- Lois Chiles .... Jennifer Mack
- Joan Cusack .... Blair Litton
- Peter Hackes .... Paul Moore
- Christian Clemenson .... Bobby
- Jack Nicholson .... Bill Rorich
- Robert Katims .... Martin Klein
- Ed Wheeler .... George Wein
- Stephen Mendillo .... Gerald Grunick
- Kimber Shoop .... Jovem Tom
- Dwayne Markee .... Jovem Aaron
- Gennie James .... Jovem Jane
- John Cusack .... Blair Litton

## Produção
A trilha foi feita por Bill Conti. Premiados compositores do Emmy Award Glen Roven e Marc Shaiman fazem aparições como uma equipe de música idiota que compôs um tema para o programa de notícias no filme.
A liderança feminina foi originalmente escrito para Debra Winger, que trabalhou com James L. Brooks em Laços de Ternura. No entanto, Winger foi substituído por Holly Hunter no último minuto por causa de sua gravidez. Entre as atrizes cogitadas para o papel estavam Sigourney Weaver, Christine Lahti, Elizabeth McGovern, Judy Davis e Elizabeth Perkins.
A pedido de Jack Nicholson, o ator não foi pago e somente teve créditos no final do filme porque não queria distrair o público em relação aos protagonistas.

## Recepção

### Bilheteria
Broadcast News recebeu um lançamento limitado em 18 de dezembro de 1987 em sete cinemas onde ele conseguiu arrecadar USD $197,542 em sua semana de estreia. Ele entrou na grande lançamento em 25 de dezembro de 1987, em 677 cinemas, arrecadando $5,5 milhões em sua semana de estreia. O filme passou a fazer $51,3 milhões na América do Norte e $16,1 milhões no resto do mundo, para um total mundial de $67,3 milhões.

## Principais prêmios e nomeações
- Recebeu oito nomeações ao Óscar, nas seguintes categorias:
  - Melhor filme
  - Melhor director
  - Melhor actor (William Hurt)
  - Melhor actriz (Holly Hunter)
  - Melhor actor secundário (Albert Brooks)
  - Melhor fotografia
  - Melhor edição
  - Melhor argumento original
- Recebeu cinco nomeações ao Globo de Ouro, nas seguintes categorias:
  - Melhor filme - comédia / musical
  - Melhor realizador
  - Melhor actor - comédia / musical (William Hurt)
  - Melhor actriz  - comédia / musical (Holly Hunter)
  - Melhor argumento
- Ganhou o Urso de Prata de melhor actriz (Holly Hunter), no Festival de Berlim.